# Lili Buchoux
Lili Buchoux, née le 3 avril 2001, est une gardienne internationale française de rink hockey.

## Palmarès
Après des présélections en 2016 et 2017, elle intègre l'équipe séniore lors du championnat d'Europe de 2018. L'année suivante, elle participe au championnat du monde en Espagne. 